# リチャード・グローヴナー (初代グローヴナー伯爵)

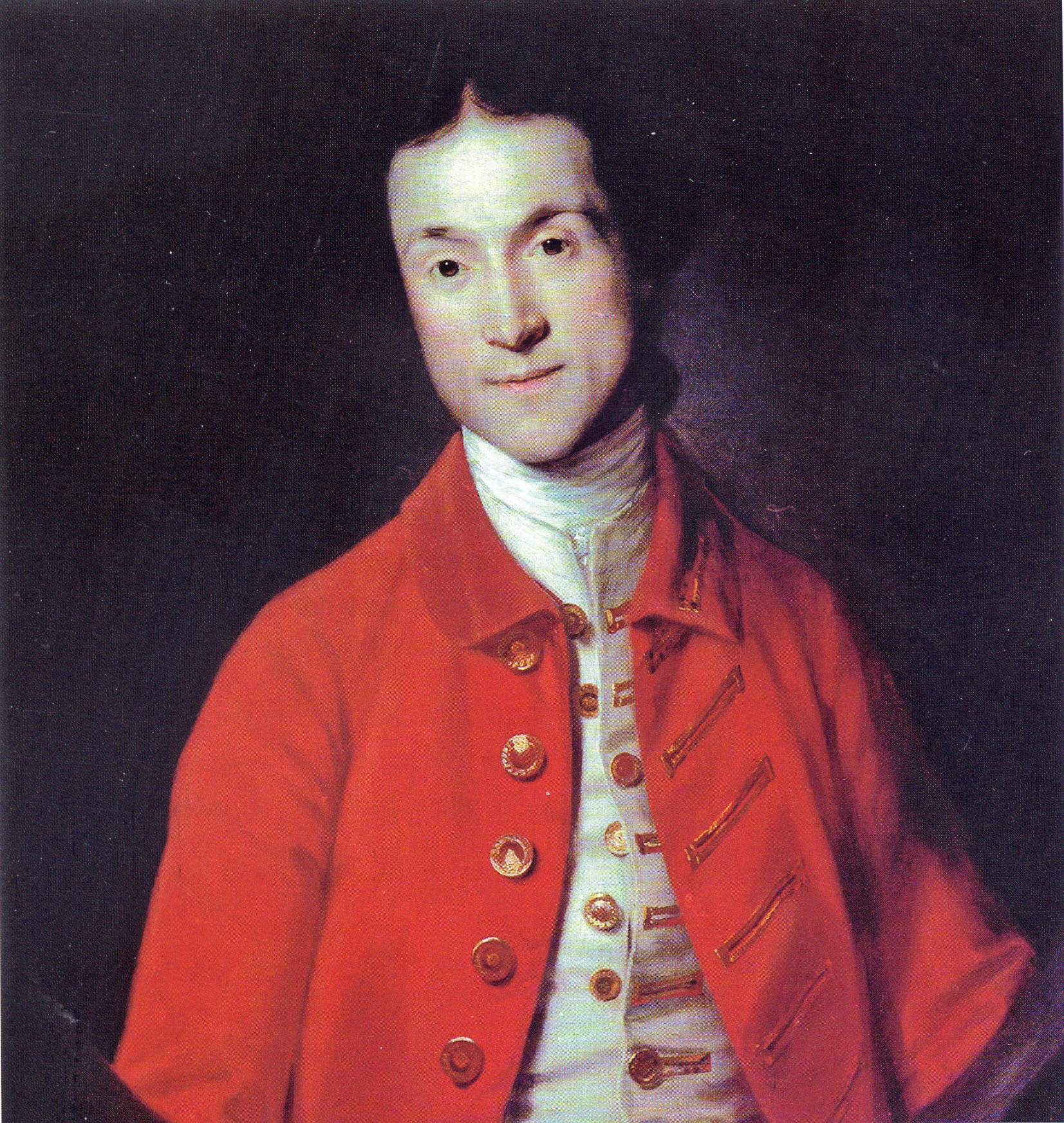
ジョシュア・レノルズによる肖像画、1760年画。

初代グローヴナー伯爵リチャード・グローヴナー（英語: Richard Grosvenor, 1st Earl Grosvenor FRS、1731年6月18日 – 1802年8月5日）は、グレートブリテン王国の政治家、貴族。
1799年時点のグレートブリテン王国における百万長者（100万ポンド以上の財産を所有する人物）の1人であり、625万ポンド（2023年時点の7.76億ポンドと同等）を所有した。

## 生涯

### 生い立ち
第6代準男爵サー・ロバート・グローヴナーとジェーン・ウォー（Jane Warre、1705年ごろ – 1791年5月5日埋葬、トマス・ウォーの娘）の息子として、1731年6月18日に生まれた。1748年10月25日にオックスフォード大学オリオル・カレッジに入学、1751年7月2日にM.A.の学位を、1754年7月2日にD.C.L.の学位を修得した。

### 政界にて
1754年イギリス総選挙でシティ・オブ・チェスター選挙区から出馬して当選、翌1755年8月1日に父が死去すると準男爵位を継承した。議会では最初は父と同じくトーリー党に属したが、1756年末に大ピット（ウィリアム・ピット、1766年に初代チャタム伯爵に叙爵）が政権を握ると大ピットを支持し、1758年には大ピットと初代ニューカッスル公爵トマス・ペラム＝ホリスの連立内閣である第2次ニューカッスル公爵内閣を「わが国の誉れ」（the glory of this country）と形容した。そして、グローヴナーは1761年4月8日にグレートブリテン貴族であるチェシャーにおけるイートンのグローヴナー男爵に叙されたが、ホレス・ウォルポールによるとこの叙爵は大ピットが推薦したことだった。同年9月にはジョージ3世の戴冠式に参加した。
貴族院では1761年11月3日に初登院したが、大ピットへの支持をとりやめ、1762年にビュート伯爵内閣（1762年 – 1763年）が成立したときは大ピットが野党の立場をとったのに対し、グローヴナーは内閣を支持し、続くグレンヴィル内閣（1763年 – 1765年）も支持した。第1次ロッキンガム侯爵内閣（1765年 – 1766年）では野党の一員として1765年印紙法の廃止に反対、大ピットがチャタム伯爵に叙されたのち再び政権を握ったチャタム伯爵内閣（1766年 – 1768年）では大ピットを支持した。ノース内閣期（1770年 – 1782年）のアメリカ独立戦争をめぐり戦争遂行を支持したが、1780年にチェシャー統監への就任を申請して却下されると、政権への積極的な支持をとりやめた。1783年末にチャールズ・ジェームズ・フォックスが提出した東インド法案に反対票を投じた後、小ピットの推薦を受けて1784年7月5日にグレートブリテン貴族であるグローヴナー伯爵とチェシャーにおけるベルグレイヴ子爵に叙された。
晩年に政界における影響力を息子ロバートに委ねた。

### 私生活

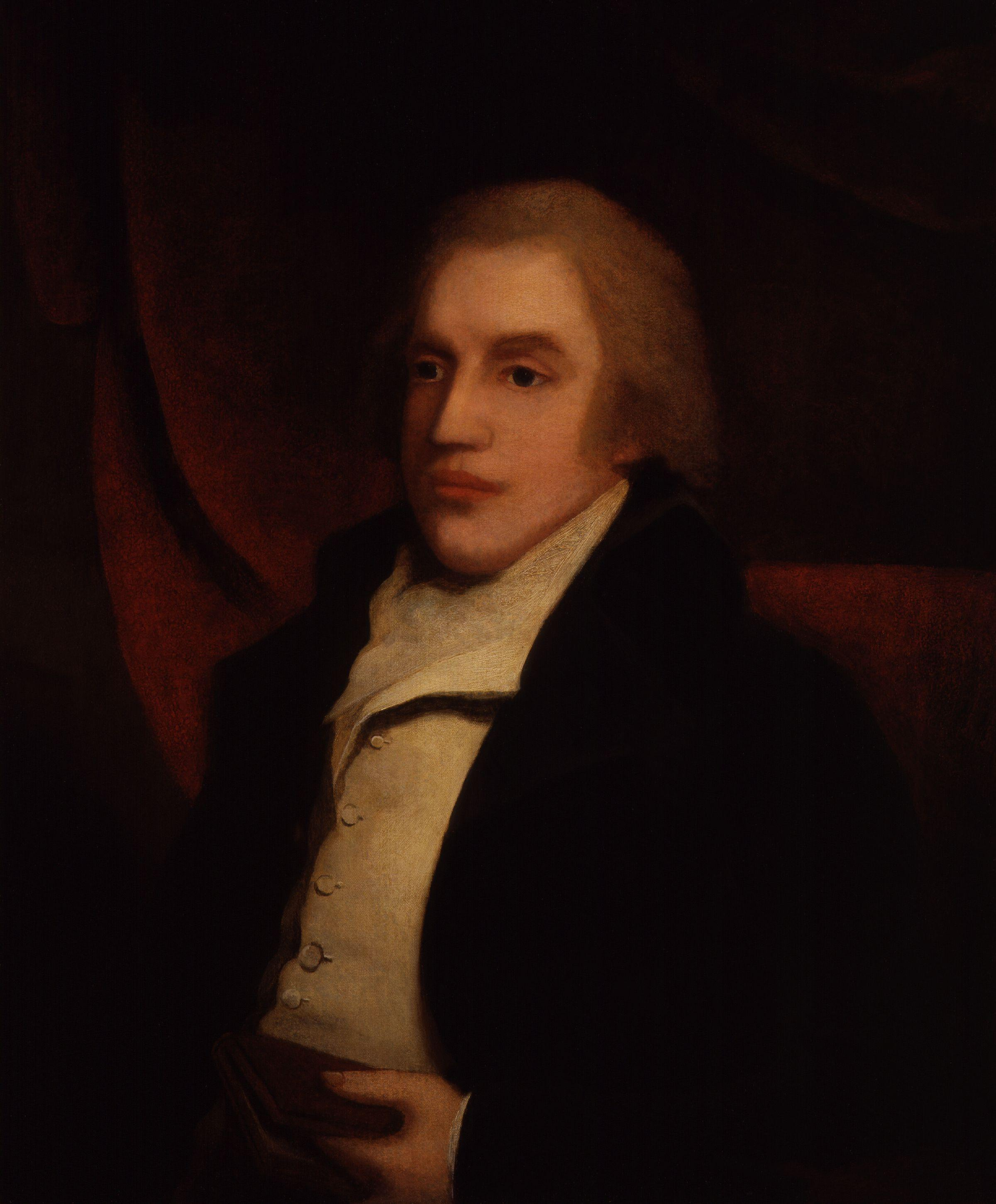
ウィリアム・ギフォード

自領だったイートン・ホールに加えて、1758年にエクルズトンやベルグレイヴの領地を購入、1759年にはチェスター市長を務めた。
1764年7月19日、ヘンリエッタ・ヴァーノン（Henrietta Vernon、1745年洗礼 – 1828年1月2日、ヘンリー・ヴァーノンの娘）と結婚、4男をもうけたが、三男以外の3人は早世した。
- ロバート（1767年 – 1845年） - 第2代グローヴナー伯爵、初代ウェストミンスター侯爵

ホレス・ウォルポールはヘンリエッタを「適度の美貌、学識のない、虚栄心の過大な」（moderate beauty, no understanding, and excessive vanity）女性と形容したが、ヘンリエッタはジョージ3世の弟にあたるカンバーランド公爵ヘンリー・フレデリックの注目を受け、2人はたちまち不倫関係になった。1769年11月に不倫関係が露見すると、グローヴナーはカンバーランド公爵を訴え、1770年7月の判決で1万ポンドの賠償金を勝ち取った。グローヴナー自身も愛人を抱えたため、離婚訴訟を提起できなかったが、ヘンリエッタに毎年1,200ポンド支払うことを条件として1772年に別居した。
1777年2月13日、王立協会フェローに選出された。文学面においてはウィリアム・ギフォードのパトロンになったほか、1788年夏に息子ロバートの成人を祝ってイートン・ホールで連日のようにパーティーを開催し、そこで発表された文学著作を翌1789年にThe Eaton Chronicle, or, The Salt-Boxとしてチェスターで出版した。

### 死去
1802年8月5日にアールズ・コートで死去、15日にチェシャーのエクルズトンで埋葬された。息子ロバートが爵位を継承した。

## 競馬

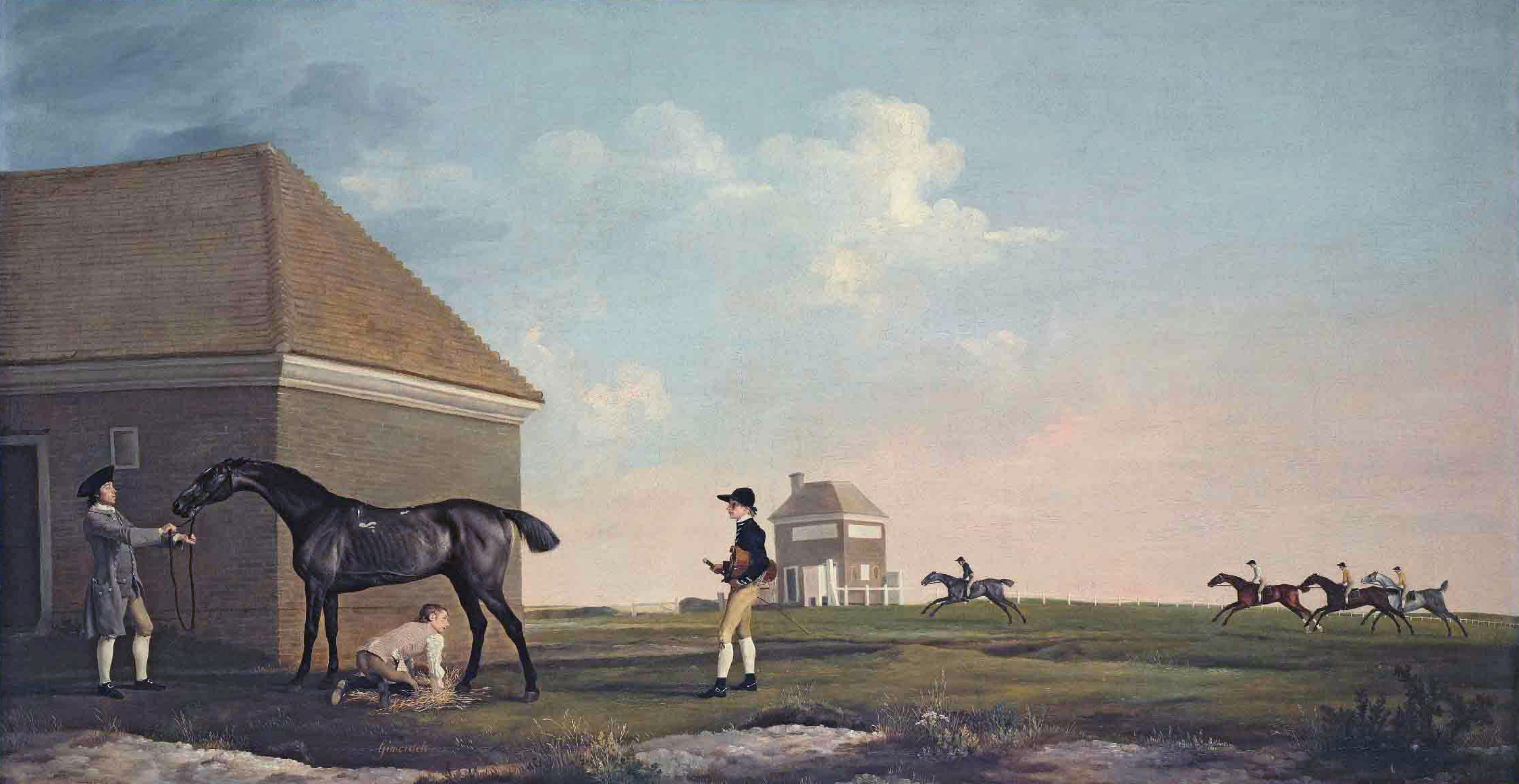
スタッブスによる「ジムクラックの試走、ニューマーケット競馬場にて」。後方を走っている4頭のうち、先頭がジムクラック。3番手の鹿毛の馬はグローヴナー伯爵の明るい橙色の服色で描かれており、Boreasという馬とみられる。この絵はのちに史上3位の高値がついた。

初代グローヴナー伯爵は競馬好きで知られた。1761年に爵位を授かったとき、儀式をすっぽかしてニューマーケットに調教を見に行っていた。ホレス・ウォルポールはそのときのことを次のように記している。「グローブナー卿が授かったのは、子爵位だったか男爵位だったか…、私はよく知らないが、本人も知らないだろう。昨日は、本来、王の手に接吻するべきところ、調教を見にニューマーケットに行っていたのだから。」
莫大な資産を競馬に惜しみなく注ぎ込み、金を使った規模では18世紀後半の人物としてはイグリモント伯爵と双璧をなす。生涯で競馬に費やした資産は20万ポンドとも、25万ポンドとも30万ポンドとも言われ、「最も気前のよい競馬の庇護者の一人」（one of the most munificent supporters of racing）と評される。その総額のかなりの部分は賭けに費やしたともいう。
しかし金遣いが荒く、手元不如意のこともたびたびあった。あるとき、ニューマーケット競馬場で第4代アビンドン伯爵ウィロビー・バーティと3000ギニーを賭けたマッチレースを予定していたのに、持ち合わせがなく危うくレースが不成立になりかけた。グローヴナー伯爵は、守銭奴で有名なとある人物（Mr.Else）から金を借りてレースを実現させた。グローヴナー伯爵が勝ったのを見届けた金貸しは、とりっぱぐれがないように、ニューマーケット競馬場の垣根を馬で飛び越えて金を回収しに来たという。グローヴナー伯爵は競馬に金を使いすぎて資産を減らし、晩年には競馬で使う金はかなり控えめになった（それでも相当な額だった）とも伝わる。
グローヴナー伯爵は、ロンドンのウエスト・エンド地区の大部分を所有していた。1766年には、所有していたハイド・パーク近くの土地の一角をリチャード・タタソールに貸し出した。タタソールはここで毎週2回、馬の競り市をひらくようになった。1773年にはキングストン公爵の死去にともない、その所有馬の売却を一手で請負い、大掛かりな競り市を実施して有名になった。これが後のタタソール社となった。
グローヴナー伯爵は「馬描き」ジョージ・スタッブスのパトロンとしても知られている。なかでも、スタッブスが描いた「ジムクラックの試走、ニューマーケット競馬場にて」のうち1点を所有し、ニューマーケットのジョッキークラブの会員室に飾っていた。この作品は2011年にクリスティーズで競売にかけられ、2244万1250ポンドの値がつき、オールド・マスターとしては史上3番めの高値となった。

### 馬主として

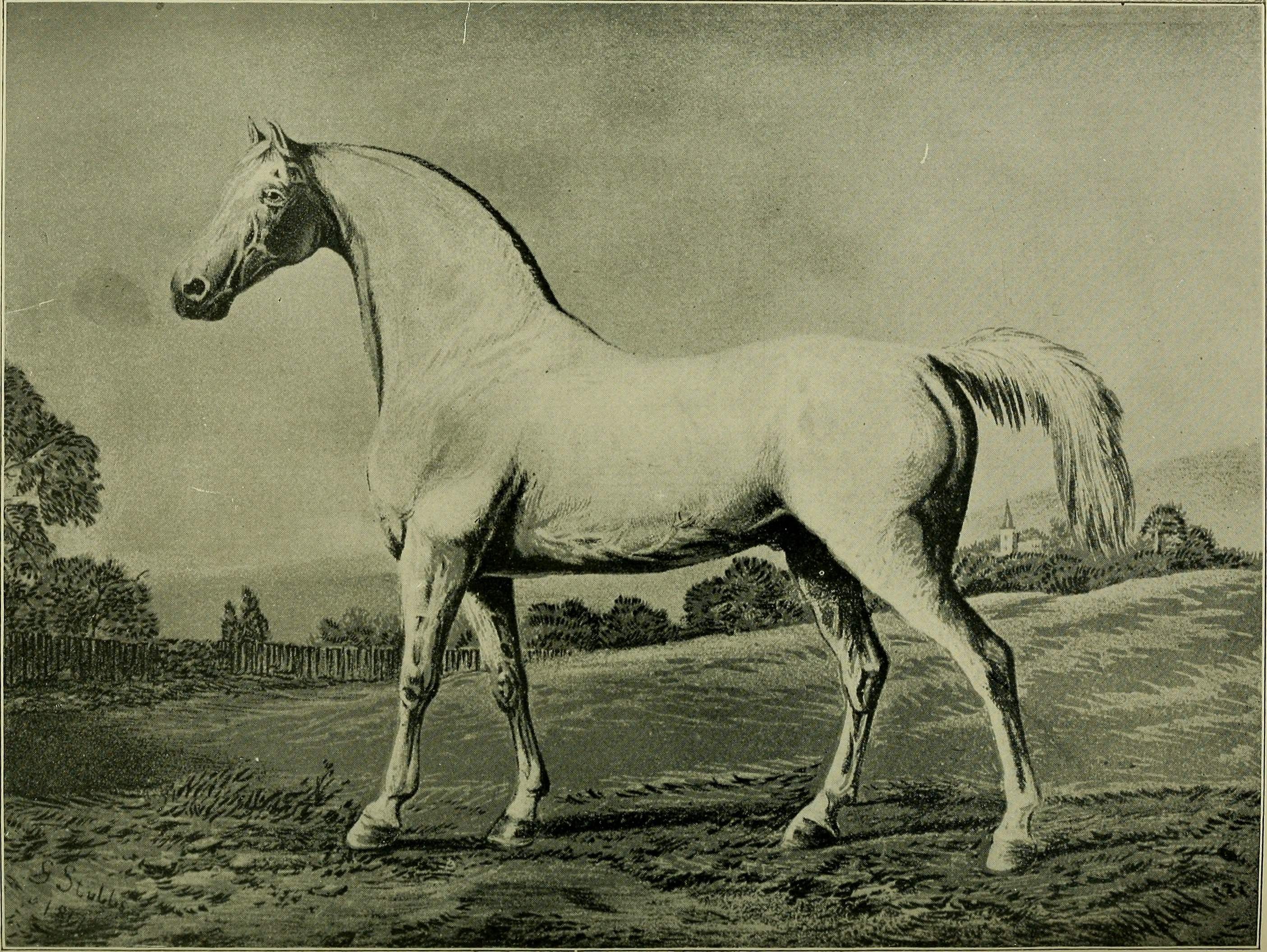
王室賞など11勝をあげたマンブリーノ

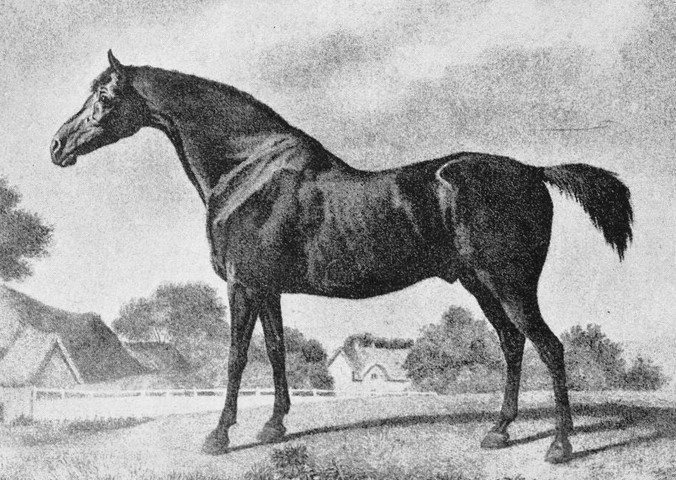
1773年から3年間無敗を誇ったスイートブライアー

グローヴナー家は代々競馬好きで知られ、伯父の第4代準男爵サー・リチャード・グローヴナーの所有馬が描かれた1724年の絵画も現存する。とりわけ初代グローヴナー伯爵は18世紀後半の競馬界で最も多くの競走馬を所有する最大の馬主だった。これに挑んだのが王太子時代のジョージ4世で、1791年にジョージは、グローヴナー伯爵の32頭を超える39頭の競走馬を登録して英国一位となった（ジョージ4世と競馬も参照）。
1760年代にイギリスで最も活躍した競走馬がジムクラックで、グローヴナー伯爵はこの馬を1769年にバンベリー卿から買い取った。売値は1200ギニーだったが、グローヴナー伯爵は500ギニーを追加して1700ギニーを支払ったと伝わる。グローヴナー伯爵がジムクラックを買い取った目的は、当時最強と言われたこの馬の肖像画を描かせるにあたり、自分の勝負服で描かせたかったからだと伝わる。
1768年生まれのマンブリーノ（Mambrino）は、グローヴナー伯爵の所有馬として王室賞など11勝を挙げた。負かした相手にはフロリゼルなどがいる。
スイートブライアー（Sweetbriar）もグローヴナー伯爵の所有馬で、1773年から1775年にかけて生涯無敗の活躍をした。
1778年にはグローヴナーはポテイトーズという馬を第4代アビンドン伯爵ウィロビー・バーティより1500ギニーで購入、グローヴナー所有を示す黄色と黒の勝負服のもとで多数の競走で優勝させた。
1770年代に始まったクラシック競走では、1781年に第3回オークスをフェイス（Faith）で勝ったのを皮切りに、1782年セレス（Ceres）、1783年メイドオブジオークス（Maid of the Oaks）と3連覇した。一方ダービーでは1784年、1785年、1786年、1788年と2着を繰り返し、なかなか勝てなかった。しかし1790年に自家生産馬のラダマントゥス（Rhadamanthus）で初優勝を飾ると、1792年ジョンブル（John Bull）、1794年ディーダラス（Daedalus）と3勝をあげた。このうちラダマントゥスとディーダラスは全兄弟である。このあとさらにオークスを1797年ニケ（Niké）、1799年ベッリーナ（Bellina）で勝ち、5勝とした。

### 生産者として

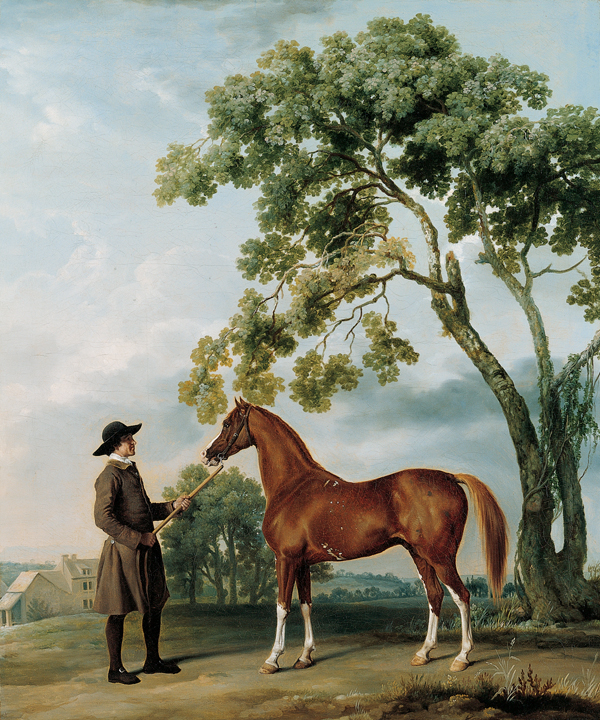
種牡馬グローヴナーズアラビアンと馬丁（スタッブスの作品、1765年頃）

グローヴナー伯爵はロンドンのハイド・パークや、ニューマーケットに近いケンブリッジ州ベルシャム（Balsham）のオクスクロフト牧場（Oxcroft Farm）を所有しており、さらに本領であるチェシャー州イートン(Eaton)にイートン牧場（Eaton Stud）を開設した。これは英国を代表する競走馬生産牧場として有名になった。同時代においては最も偉大な競走馬生産者（the greatest breeder (then existing) of racing stock）と言われ、18世紀の『ジェネラルスタッドブック』には「グローヴナー卿の競走馬用牧場は比類のないものである」と記されている。
グローヴナー伯爵が繋養した最初期の種牡馬では、栗毛のアラブ馬（通称：グローヴナーズアラビアン（Grosvenor's Arabian））が知られており、ジョージ・スタッブスが描いた肖像画が残されている。グローヴナー伯爵の種牡馬として1760年代から1770年代に多数の産駒を出し、なかでもユーラルス（Euryalus）という馬は王室賞を4勝した。しかしグローヴナーズアラビアンの子孫は途絶えてしまい、サラブレッド血統書（『ジェネラルスタッドブック』）には記載されていない。
オクスクロフト牧場には、ジムクラックやマンブリーノ、スイートブライアーが種牡馬として繋養された。ジムクラックの種付料は最盛期で30ギニー、マンブリーノが15ギニー、スイートブライアーは25ギニーだった。マンブリーノは、競走馬よりは猟騎馬や乗用馬車馬の種牡馬として成功した。産駒のメッセンジャーはアメリカ合衆国で種牡馬として成功した。1783年には現役を退いたポテイトーズをオクスクロフト牧場で種牡馬にすると、大成功を収め、生涯で172頭の勝ち馬を送り出し、62,000ポンドを稼ぎ出している。